# Courtney Sims
Courtney Garland Sims (ur. 21 października 1983 w Roslindale) – amerykański koszykarz, występujący na pozycji środkowego.
W 2003 wziął udział w meczu gwiazd amerykańskich szkół średnich – Jordan Classic.

## Osiągnięcia
Na podstawie, o ile nie zaznaczono inaczej.
NCAA
- Zaliczony do I składu najlepszych pierwszorocznych zawodników Big Ten (2004)

D-League
- MVP:
  - D-League (2009)
  - meczu gwiazd D-League (2009, 2011)[1]
- Zaliczony do I składu D-League (2009)
- 2-krotny uczestnik meczu gwiazd D-League (2009, 2011)
- Zawodnik:
  - miesiąca (grudzień 2007, 2008)
  - tygodnia (1.12.2008, 22.11.2010)
- Lider D-League w skuteczności rzutów z gry (2009)

Inne
- Mistrz Belgii (2010)[2]